# Engelbert III z Mark
Engelbert z Mark (ur. w 1304 lub 1305 r., zm. 25 sierpnia 1368 r.) – biskup Liège w latach 1345–1364, a następnie arcybiskup Kolonii i książę-elektor Rzeszy od 1364 r.

## Życiorys
Engelbert był drugim synem hrabiego Mark Engelberta II oraz Matyldy z Arembergu. Przeznaczony do kariery kościelnej, szybko zdobywał kolejne beneficja dzięki wstawiennictwu swego stryja Adolfa, biskupa Liège. Był kanonikiem w Kolonii, a w 1332 r. został prepozytem w Liège. Po ukończeniu studiów wspomagał stryja w zarządzaniu diecezją. Po śmierci stryja został nowym biskupem Liège. 
W 1362 r. starał się o funkcję arcybiskupa Kolonii, ale papież wyznaczył na to stanowisko jego bratanka Adolfa. Engelbert został arcybiskupem jednak w 1364 r. po rezygnacji Adolfa, przed którym pojawiła się perspektywa rządów w hrabstwie Kleve. Archidiecezja, którą Engelbert objął, była mocno zadłużona. W 1366 r. pod naciskiem kapituły musiał oddać faktyczne rządy w niej arcybiskupowi Trewiru Kunonowi z Falkensteinu, którego mianował koadiutorem.